# Köpings klint

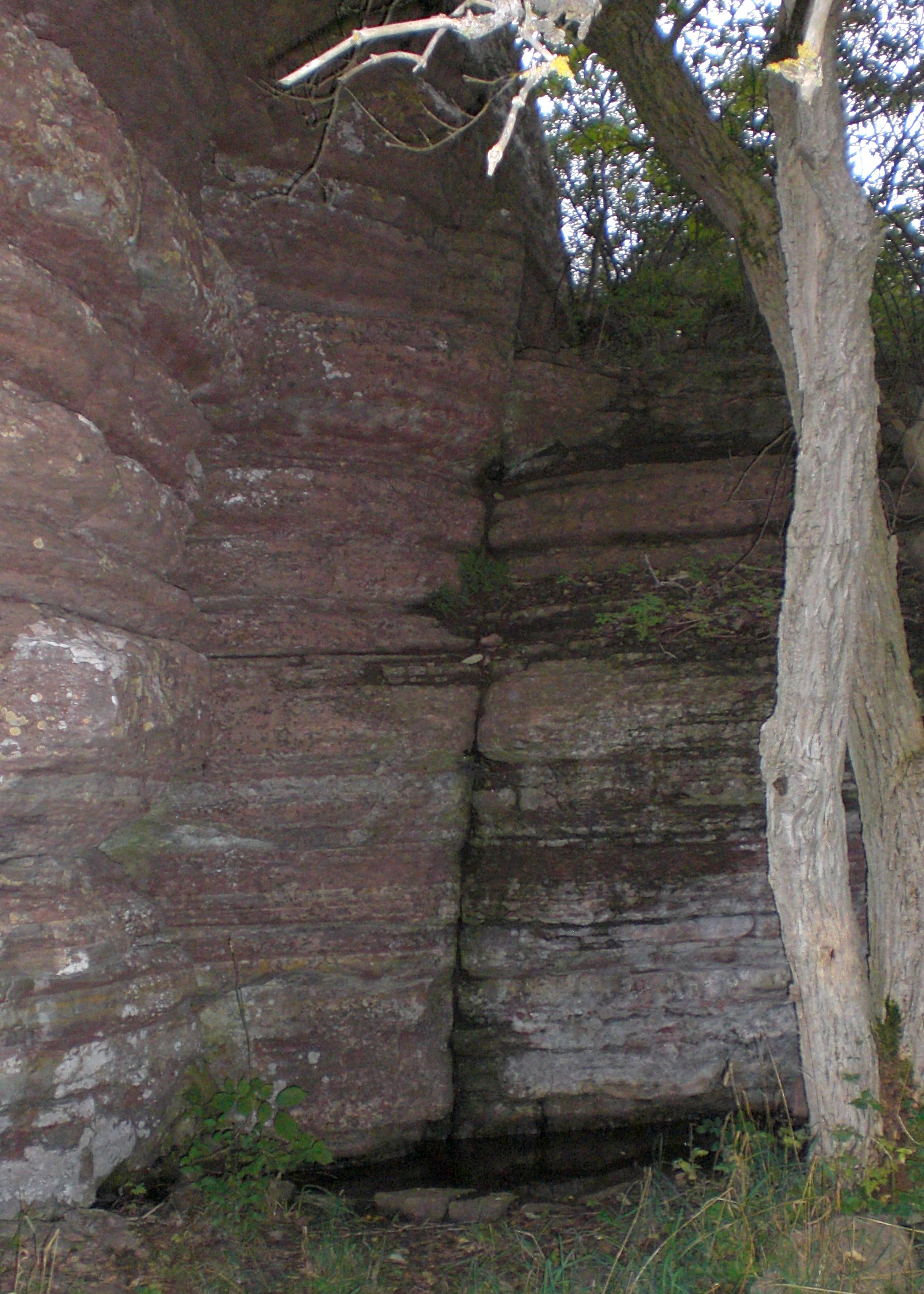
Köpings Kliff über der Sankt-Elof-Quelle

Köpings klint ist eine heute im Landesinneren stehende Kliffküste auf der schwedischen Ostseeinsel Öland.
Das Kliff erstreckt sich zwischen den Orten Borgholm und Köpingsvik. Zu Füßen des Kliffs auf der dem Meer zugewandten Seite zieht sich die Landstraße 136 von Färjestaden nach Byxelkrok entlang.
Die Gesteinsformation selbst entstand bereits vor 500 Millionen Jahren. Die Ausgestaltung als Steilufer liegt etwa 10.000 Jahre zurück, als hier die Wellen des heute einige 100 Meter nördlich befindlichen Kalmarsundes anschlugen. Bis in die 1940er Jahre wurde am Kliff Kalkstein gewonnen.
Auf dem Kliff befindet sich das Gräberfeld auf dem Köpings klint. Hier liegt auch die bis 1859 als Hinrichtungsstätte genutzte, als Galgerör bezeichnete Stelle. Im westlichen Teil des Kliffs entspringt die Sankt-Elof-Quelle.
Auf dem Kliff wachsen Steinbrech, Mauerpfeffer, Weiße Fetthenne und Orchideen.
Koordinaten: 56° 52′ 37,4″ N, 16° 42′ 21,1″ O